# Azoförening

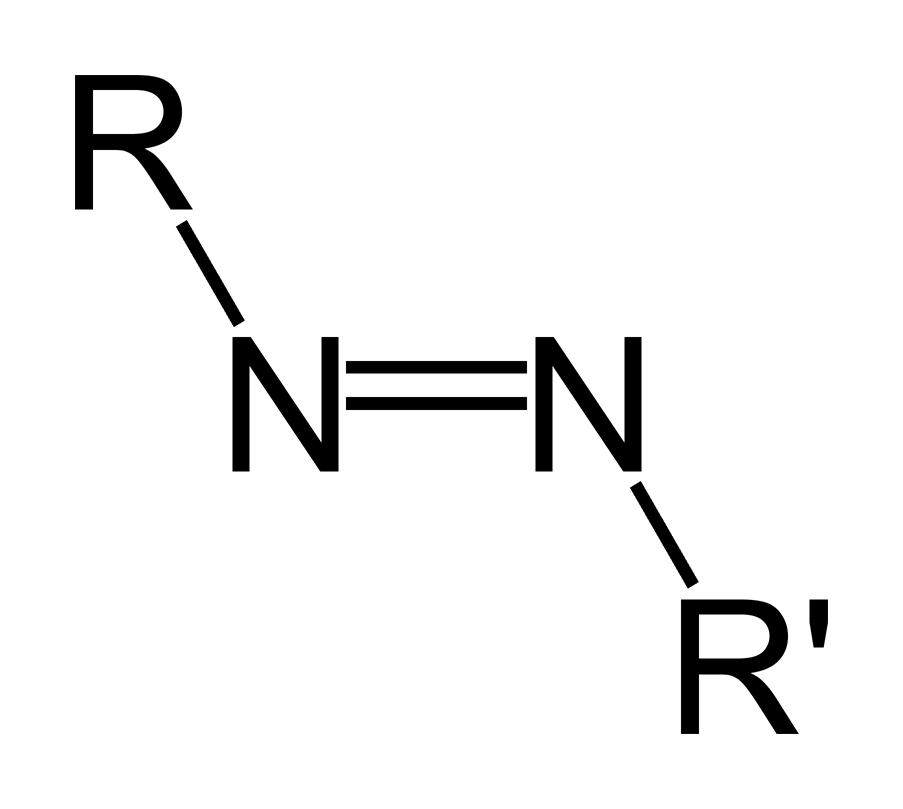
Generell strukturformel för en azoförening. R och R' är godtyckliga sidokedjor.

Azoföreningar kallas i den organiska kemin en klass av föreningar, som utmärks av att de innehåller den funktionella gruppen – N = N –,  två dubbelbundna kväveatomer. Ett exempel är azobensen:
C6 H5 – N = N – C6 H5
Azoföreningar är färgade och stabila.
Genom att byta ut ett eller flera väten i azobensen mot till exempel hydroxylgrupper eller aminogrupper får man azofärgämnen. Dessa kan användas vid färgning av till exempel livsmedel, ull, bomull, siden eller ylle. Många indikatorfärgämnen är azofärgämnen.